# Shasta River
Der Shasta River ist ein 80 km langer linker Nebenfluss des Klamath River im äußersten Norden des US-Bundesstaates Kalifornien. Er entwässert ein Areal von 2053 km².

## Verlauf
Der Shasta River entspringt am Fuße der Eddy Mountains 21 km westlich des Mount Shasta im Siskiyou County. Am Oberlauf wird er zum 12,8 km langen Lake Shastina aufgestaut. Der Shasta River strömt in nördlicher Richtung durch eine nördlich des Mount Shasta gelegene Hochebene. Der 38 km lange Little Shasta River mündet später von rechts. Anschließend passiert der Shasta River die nahe dem Ostufer gelegene Ortschaft Montague. Die Stadt Yreka liegt westlich des Flusslaufs. Der Yreka Creek durchfließt die Stadt und mündet nördlich von Yreka linksseitig in den Shasta River. Dieser durchschneidet im Anschluss auf seinen letzten 12 Kilometern die Klamath Mountains. Der State Highway 263 folgt dabei dem Flusslauf. Schließlich trifft der Shasta River auf den Klamath River. Das Einzugsgebiet des Shasta River liegt im Regenschatten des Kalifornischen Küstengebirges. Entsprechend liegt der mittlere Abfluss an der Mündung bei lediglich 5 m³/s.

## Ökosystem
Im Flusssystem des Shasta River kommen u. a. folgende Fische vor: Silberlachs (Oncorhynchus kisutch), Steelhead-Forelle (Oncorhynchus mykiss) und Königslachs (Oncorhynchus tshawytscha). In der Vergangenheit kehrten jährlich 80.000 Königslachse in ihre Laichgebiete im Shasta River zurück. Bis heute ging die Zahl auf ein Zehntel zurück. Der Bestand an Silberlachsen ist mittlerweile verschwindend gering.